# Liste der Tajobrücken
Die Liste der Tajobrücken nennt Brücken über den Tajo in Spanien. Brücken in Portugal über den dort Tejo genannten Fluss sind in der Liste der Tejobrücken aufgeführt.
Die Liste beginnt mit der ersten Brücke nach der portugiesisch/spanischen Grenze, der Brücke von Alcántara in der Provinz Extremadura, und endet an der Quelle des Tajo.
In der Spalte „Funktion“ steht Straße für eine Straßen- und Schiene für eine Eisenbahnbrücke. Unter Beton ist in der Regel Spannbeton zu verstehen. Eisen steht für Schmiedeeisen.

## Brücken über den Tajo in Spanien
| Bild | Name                                                        | Lage                                                       | Funktion                              | Baujahr    | Konstruktion     | Material     | Länge in m | Anmerkungen                                                                                        |
| ---- | ----------------------------------------------------------- | ---------------------------------------------------------- | ------------------------------------- | ---------- | ---------------- | ------------ | ---------- | -------------------------------------------------------------------------------------------------- |
|      | Brücke von Alcántara                                        | Alcántara 39° 43′ 21″ N, 6° 53′ 33″ W                      | Straße Carretera EX-117               | ~ 106      | Bogenbrücke      | Stein        | 0194       | |
|      | Puente de Alconétar                                         | Garrovillas de Alconétar 39° 45′ 13,8″ N, 6° 26′ 14,4″ W   | Straße Vía de la Plata                | ~ 100      | Bogenbrücke      | Stein        | ~ 0300     | |
|      | Brücke der N-630                                            | bei Cañaveral 39° 43′ 5″ N, 6° 26′ 57,5″ W                 | Straße + Schiene                      |            | Balkenbrücke     | Beton        | 0340       | Doppelstockbrücke                                                                                  |
|      | Eisenbahnbrücke des LAV                                     | bei Cañaveral 39° 42′ 59″ N, 6° 26′ 36″ W                  | Schiene LAV Madrid Estremadura Lisboa |            | Bogenbrücke      | Beton        | 1488       | |
|      | Talbrücke Alconétar Brücke der A-66                         | bei Cañaveral 39° 43′ 10″ N, 6° 24′ 38,5″ W                | Straße                                | 2006       | Bogenbrücke      | Stahl        | 0400       | |
|      | Brücke der CC-29.6                                          | bei Serradilla 39° 47′ 28,2″ N, 6° 7′ 54,1″ W              | Straße                                |            | Balkenbrücke     | Beton        | 0215       | |
|      | Brücke der EX-208 im Nationalpark Monfragüe                 | bei Plasencia 39° 49′ 51″ N, 6° 2′ 2,7″ W                  | Straße                                |            | Balkenbrücke     |              | 0324       | |
|      | Puente del Cardenal im Nationalpark Monfragüe               | bei Plasencia 39° 50′ 9,6″ N, 6° 1′ 36,5″ W                | Straße                                | 15. Jhrdt. | Bogenbrücke      | Stein        | 0120       | |
|      | Brücke der A-5 Paseo de Extremadura                         | bei Almaraz 39° 46′ 47″ N, 5° 43′ 58,1″ W                  | Straße                                |            | Balkenbrücke     | Beton        | 0430       | |
|      | Puente de Almaraz                                           | bei Almaraz 39° 46′ 50″ N, 5° 41′ 46″ W                    | Straße                                |            | Bogenbrücke      | Stein        | 0127       | |
|      | Brücke der CC-144                                           | bei Valdemoreno 39° 46′ 37″ N, 5° 37′ 20,7″ W              | Straße                                |            | Balkenbrücke     |              | 0175       | |
|      | Brücke der EX-118                                           | bei 39° 48′ 31″ N, 5° 29′ 0″ W                             | Straße                                |            | Balkenbrücke     | Beton        | 0336       | |
|      | Puente del Arzobispo                                        | El Puente del Arzobispo 39° 47′ 59″ N, 5° 10′ 11,6″ W      | Straße                                | 1388       | Bogenbrücke      | Stein        |            | |
|      | Staumauer Azután                                            | bei Azutàn 39° 46′ 40,5″ N, 5° 5′ 20″ W                    | Straße                                |            | Staumauer        | Beton        | 0415       | |
|      | Puente Amador                                               | bei Calera y Chozas 39° 47′ 20″ N, 4° 59′ 53″ W            | Weg Vía verde de la Jara              | 1926       | Bogenbrücke      | Beton        | 0340       | Ehemalige Eisenbahnbrücke der Strecke Calera – Santa Quiteria. Heute Teil des Vía verde de la Jara |
|      | Brücke der CM-4160                                          | bei Calera y Chozas 39° 48′ 41,6″ N, 4° 59′ 53,8″ W        | Straße                                |            | Bogenbrücke      | Beton        | 0130       | |
|      | Brücke der Variante Suroeste de N-502                       | bei Talavera de la Reina 39° 56′ 22,4″ N, 4° 50′ 49,3″ W   | Straße                                |            | Balkenbrücke     |              | 0537       | |
|      | Puente Reina Sofia                                          | Talavera de la Reina 39° 57′ 16″ N, 4° 49′ 55,7″ W         | Straße                                | 1908       | Bogenbrücke      | Eisen, Stahl | 0426       | |
|      | Puente Viejo                                                | Talavera de la Reina 39° 57′ 24″ N, 4° 49′ 44″ W           | Weg                                   | 1483       | Bogenbrücke      | Stein        | 0520       | Ursprünglich römische Brücke, mehrfach wiederaufgebaut, heutige Brücke von 1483                    |
|      | Puente del Príncipe                                         | Talavera de la Reina 39° 57′ 21,6″ N, 4° 49′ 32,2″ W       | Straße                                | 1973       | Balkenbrücke     | Beton        | 0815       | |
|      | Puente de Castilla-La Mancha                                | Talavera de la Reina 39° 57′ 3″ N, 4° 48′ 22″ W            | Straße                                | 2011       | Schrägseilbrücke | Beton        | 0318       | 192 m hoher Pylon                                                                                  |
|      | Brücke der TO-1262                                          | bei Montearagon 39° 57′ 37,1″ N, 4° 39′ 15,8″ W            | Straße                                |            | Balkenbrücke     |              | 0113       | |
|      | Brücke der TO-1151                                          | Malpica de Tajo 39° 53′ 44″ N, 4° 32′ 37,5″ W              | Straße                                |            | Bogenbrücke      | Stahl        | 0135       | |
|      | Brücke der CM-4015                                          | bei Malpica de Tajo 39° 53′ 38″ N, 4° 32′ 28″ W            | Straße                                |            | Balkenbrücke     | Beton        | 0120       | |
|      | Brücke des Camino de los Molinos                            | bei El Carpio de Tajo 39° 51′ 17,6″ N, 4° 28′ 46″ W        | Weg                                   |            | Balkenbrücke     |              | 0130       | Camino Natural del Tajo                                                                            |
|      | Brücke der CM-4009                                          | bei La Puebla de Montalbán 39° 50′ 11″ N, 4° 22′ 19″ W     | Straße                                |            | Balkenbrücke     |              | 0279       | |
|      | Brücke ohne Namen                                           | bei La Puebla de Montalbán 39° 50′ 5,2″ N, 4° 22′ 19″ W    | Weg                                   |            | Bogenbrücke      | Stein        | 0264       | |
|      | Brücke des Camino a Castrejón                               | bei Polán 39° 48′ 42″ N, 4° 19′ 57,5″ W                    | Straße                                |            |                  |              | 0036       | |
|      | Brücke der CM-4050                                          | bei La Puebla de Montalbán 0 39° 49′ 57″ N, 4° 17′ 20,7″ W | Straße                                |            | Bogenbrücke      |              | 0085       | |
|      | Brücke der CM-4000                                          | bei Albarréal de Tajo 39° 51′ 50,2″ N, 4° 11′ 47,9″ W      | Straße                                |            | Bogenbrücke      |              | 0118       | |
|      | Brücke der CM-40                                            | Ronda Suroeste de Toledo 39° 52′ 0,5″ N, 4° 5′ 17″ W       | Straße                                |            | Balkenbrücke     |              | 0317       | |
|      | Puente de le Peraleda                                       | Toledo 39° 52′ 26,3″ N, 4° 2′ 38,8″ W                      | Straße                                | 2010       | Bogenbrücke      | Stahl        | 0135       | |
|      | Pasarela Colgante de Polvorines                             | Toledo 39° 51′ 45,5″ N, 4° 2′ 28,1″ W                      | Weg                                   |            | Hängebrücke      | Stahl        | 0126       | |
|      | Puente de la Cava                                           | Toledo 39° 51′ 31″ N, 4° 2′ 8″ W                           | Straße                                |            | Balkenbrücke     |              | 0169       | |
|      | Puente de San Martín                                        | Toledo 39° 51′ 24″ N, 4° 2′ 3″ W                           | Weg                                   | 14. Jhrdt. | Bogenbrücke      | Stein        | 0126       | |
|      | Nuevo Puente de Alcántara, Puente de Juanelo                | Toledo 39° 51′ 28,9″ N, 4° 1′ 1,7″ W                       | Straße                                |            | Bogenbrücke      | Stein        | 0044       | |
|      | Puente de Alcántara                                         | Toledo 39° 51′ 37″ N, 4° 1′ 3″ W                           | Weg                                   |            | Bogenbrücke      | Stein        | 0083       | |
|      | Puente de Azarquiel                                         | Toledo 39° 51′ 48,5″ N, 4° 1′ 3″ W                         | Straße                                |            | Balkenbrücke     | Beton        | 0140       | |
|      | Brücke der A-42 Autovía de Toledo                           | Toledo 39° 51′ 55″ N, 3° 59′ 57″ W                         | Straße                                |            | Balkenbrücke     | Beton        | 0412       | |
|      | Ehemalige Eisenbahnbrücke Canada Real de la Galiana         | Toledo, Santa Bárbara 39° 52′ 19,5″ N, 3° 59′ 29,3″ W      | Weg                                   |            | Bogenbrücke      |              | 0161       | |
|      | Eisenbahnviadukt AVE Toledo                                 | 39° 54′ 30″ N, 3° 53′ 42,3″ W                              | Schiene                               |            | Balkenbrücke     |              | 1626       | |
|      | Eisenbahnviadukt Schnellfahrstrecke Madrid–Sevilla          | 39° 54′ 28″ N, 3° 52′ 58,5″ W                              | Schiene                               |            | Balkenbrücke     |              | 0700       | |
|      | Brücke der CM-4006                                          | bei Algodor 39° 54′ 55″ N, 3° 52′ 9,5″ W                   | Straße                                |            | Balkenbrücke     |              | 0130       | |
|      | Brücke der CM-9416                                          | bei Algodor 39° 55′ 18,3″ N, 3° 52′ 15″ W                  | Straße                                |            | Bogenbrücke      |              | 0117       | |
|      | Eisenbahnbrücke der ACECA                                   | bei Kraftwerk ACECA 39° 56′ 22″ N, 3° 51′ 6″ W             | Schiene                               |            | Fachwerkbrücke   | Stahl        | 0132       | |
|      | Brücke der CM-4004                                          | bei Añover de Tajo 39° 57′ 41″ N, 3° 44′ 22″ W             | Straße                                |            | Balkenbrücke     |              | 0161       | |
|      | Eisenbahnviadukt Schnellfahrstrecke Madrid–Cuenca-Valencia  | bei Aranjuez 40° 2′ 10″ N, 3° 39′ 55,5″ W                  | Schiene                               |            | Balkenbrücke     | Beton        | 1056       | |
|      | Brücke der R-4                                              | bei Aranjuez 40° 2′ 13″ N, 3° 39′ 46″ W                    | Straße                                |            | Balkenbrücke     | Beton        | 0490       | |
|      | Brücke der A-4 Autovía del Sur                              | bei Aranjuez 40° 2′ 14″ N, 3° 39′ 43,8″ W                  | Straße                                |            | Balkenbrücke     | Beton        | 0240       | |
|      | Eisenbahnbrücke Linea C-3 Madrid – Cadiz                    | Aranjuez 40° 2′ 17,3″ N, 3° 37′ 9,8″ W                     | Schiene                               |            | Bogenbrücke      |              | 0}66       | |
|      | Puente de Barcas                                            | Aranjuez 40° 2′ 12,8″ N, 3° 36′ 18″ W                      | Straße                                |            | Balkenbrücke     | Beton        | ~ 035      | Historischer Name der Brücke                                                                       |
|      | Fußgängerbrücke                                             | Aranjuez 40° 2′ 37,1″ N, 3° 36′ 7,7″ W                     | Weg                                   |            | Balkenbrücke     | Beton        | ~ 045      | |
|      | Puente de la Reyna                                          | Aranjuez 40° 2′ 31,2″ N, 3° 34′ 12,8″ W                    | Straße M-305                          |            | Bogenbrücke      | Stein        | ~ 070      | |
|      | Brücke der TO-3113-V                                        | 40° 2′ 33,3″ N, 3° 24′ 54,8″ W                             | Straße                                |            |                  |              | 066        | |
|      | Brücke der CM-322                                           | bei Colmenar 40° 2′ 45″ N, 3° 20′ 11,6″ W                  | Straße                                |            |                  |              | 014        | |
|      | Brücke Calle Toledano                                       | bei Villamanrique de Tajo 40° 3′ 12,5″ N, 3° 16′ 11,8″ W   | Straße                                |            |                  |              | 062        | |
|      | Brücke der M-319                                            | bei Villamanrique de Tajo 40° 3′ 55,7″ N, 3° 13′ 42″ W     | Straße                                |            |                  |              | 060        | |
|      | Puente de Fuentidueña de Tajo                               | bei Fuentidueña de Tajo 40° 6′ 49,5″ N, 3° 9′ 18″ W        | Straße                                | 1871       | Fachwerk         | Eisen        | 068        | |
|      | Autobahnabzweig                                             | bei Fuentidueña de Tajo 40° 7′ 7″ N, 3° 9′ 7″ W            | Straße                                |            | Bogenbrücke      | Beton        | 0145       | |
|      | Autovía del Este                                            | bei Fuentidueña de Tajo 40° 7′ 7″ N, 3° 9′ 1″ W            | Straße                                |            | Balkenbrücke     |              | 0115       | |
|      | Brücke der M-241                                            | bei Estremera 40° 8′ 39,2″ N, 3° 5′ 47″ W                  | Straße                                |            | Bogenbrücke      |              | 070        | |
|      | Brücke der GU-282                                           | bei Rio Llano 40° 10′ 51,5″ N, 3° 2′ 34,3″ W               | Straße                                |            | Bogenbrücke      | Beton        | 0130       | |
|      | Rohrbrücke                                                  | bei Rio Llano 40° 10′ 39,7″ N, 3° 1′ 54,3″ W               |                                       |            |                  |              | 0075       | |
|      | Stauwehr Almoguera                                          | bei Almoguera 40° 16′ 27,5″ N, 2° 57′ 31,8″ W              | Straße GU-249                         |            |                  | Beton        | 0110       | |
|      | Kleine Brücke                                               | bei Ruinen von Recopolis 40° 19′ 12″ N, 2° 54′ 21″ W       | Straße GU-249                         |            |                  |              | 0116       | |
|      | Brücke der CM-200                                           | bei KKW José Cabrera 40° 20′ 50″ N, 2° 53′ 35″ W           | Straße                                |            | Bogenbrücke      | Beton        | ~ 0150     | |
|      | Brücke der GU-226 Traversia de Bolarque                     | bei WKW de Bolarque 40° 21′ 47″ N, 2° 49′ 24″ W            | Straße                                |            | Fachwerkbrücke   | Stahl        | ~ 0060     | |
|      | Puente Romano                                               | bei Auñión 40° 29′ 24,3″ N, 2° 45′ 53,4″ W                 | Straße                                |            | Bogenbrücke      | Stein        | ~ 0080     | |
|      | Staumauer Pantano de Entrepeñas N-320 Carretera Guadalajara | bei Auñión 40° 29′ 35″ N, 2° 45′ 0″ W                      | Straße                                |            |                  | Beton        | ~ 0328     | |
|      | Viaducto de Entrepeñas N-204                                | bei Alocén 40° 35′ 52,5″ N, 2° 43′ 12,3″ W                 | Straße                                |            | Bogenbrücke      | Beton        | ~ 0241     | |
|      | Puente de Trillo                                            | Trillo (Guadalajara) 40° 42′ 3,6″ N, 2° 35′ 30,7″ W        | Straße                                | 16. Jhdt.  | Bogenbrücke      | Stein        | ~ 0045     | |
|      | Brücke der CM-2115                                          | in Trillo 40° 41′ 51,8″ N, 2° 35′ 9″ W                     | Straße                                |            | Balkenbrücke     |              | ~ 0073     | |
|      | Brücke ohne Nummer                                          | bei Murel 40° 42′ 11,7″ N, 2° 29′ 43,5″ W                  | Straße                                |            |                  |              |            | |
|      | Brücke der GU-929                                           | bei Valtablado del Río 40° 43′ 14″ N, 2° 24′ 12,2″ W       | Straße                                |            | Bogenbrücke      | Stein        |            | |
|      | Brücke der CM-2015 Puente de San Pedro                      | bei Zaorejas 40° 47′ 52″ N, 2° 9′ 18″ W                    | Straße                                |            | Balkenbrücke     |              |            | |
|      | Puente de Peñalén                                           | bei Peñalén 40° 41′ 35,4″ N, 2° 2′ 58,6″ W                 | Straße                                |            | Bogenbrücke      | Stein        | 0041       | Fußweg                                                                                             |
|      | Brücke der CM-210                                           | bei Taravilla 40° 39′ 58,5″ N, 2° 1′ 9″ W                  | Straße                                |            | Bogenbrücke      | Stahl        | 0066       | |
|      | Brücke der CM-2106 Puente del Martinete                     | bei Beteta 40° 35′ 58″ N, 1° 57′ 11,3″ W                   | Straße                                |            | Balkenbrücke     |              | ~0045      | |
|      | Brücke der TE-V-9113                                        | 40° 23′ 53,3″ N, 1° 48′ 18,5″ W                            | Straße                                |            |                  |              |            | |
|      | Brücke der TE-V-9032 / VF-TE-07                             | 40° 21′ 36,9″ N, 1° 45′ 5,3″ W                             | Straße                                |            |                  |              |            | |
|      | Quelle des Tajo                                             | bei Frías de Albarracín 40° 19′ 15″ N, 1° 41′ 50″ W        | Quelle                                |            |                  |              |            | |

- Karte mit allen Koordinaten:
- OSM |
- WikiMap